# Prvenstvo NDH u nogometu (1942)
Sezon 1942 Chorwackiej Ligi Piłkarskiej był trzecim z kolei, rozgrywanym w Niezależnym Państwie Chorwackim. Zwycięzcą okazał się zespół HŠK Concordia Zagrzeb, który pokonał poprzedniego triumfatora Građanskiego Zagrzeb, zwyciężając na swoim stadionie 6:2. W rewanżu Građanski triumfował 3:1, jednak nie wystarczyło to na odrobienie strat z pierwszego meczu i z końcowego triumfu w rozgrywkach mogli cieszyć się gracze Concordii.

## Grupa A
- 1. HŠK Građanski Zagrzeb       4  4  0  0  19: 4  8
- 2. HŠK Bata Borovo             4  2  0  2   7:12  4
- 3. HSK Želježnicar Zagrzeb     4  0  0  4   3:13  0

## Grupa B
- 1. HŠK Concordia Zagrzeb       4  2  1  1   7: 5  5
- 2. HAŠK Zagrzeb                4  1  2  1   7: 5  4
- 3. HRŠK Zagorac Varaždin       4  1  1  2   5: 9  3

## Grupa C
- 1. HŠK Hajduk Osijek           8  6  1  1  19: 5 13
- 2. HŠK Građanski Osijek        8  4  3  1  15: 8 11
- 3. HŠK Radnik Osijek           8  4  2  2  14:10 10
- 4. HŠK Građanski Zemun         8  1  2  5   8:14  4
- 5. DŠV Victoria Zemun          8  1  0  7   3:22  2

## Grupa D
- 1. SAŠK Sarajewo               8  6  1  1  24: 8 11
- 2. HŠK Zrinjski Mostar         8  4  2  2  14: 9 10
- 3. HŠK Hrvoje Banja Luka       8  3  2  3  11:10  8
- 4. HŠK Gjerzelez Sarajewo      8  1  4  3   6:10  6
- 5. HBŠK Banja Luka             8  0  3  5   4:22  3

## Półfinały
| Data            | Mecz                                       |
| --------------- | ------------------------------------------ |
| 23 czerwca 1942 | Concordia Zagrzeb - SAŠK Sarajewo 2:1, 9:1 |
| 25 czerwca 1942 | Građanski Zagrzeb - Hajduk Osijek 5:1, 1:3 |

## Wielki finał
| Data             | Mecz                                      |
| ---------------- | ----------------------------------------- |
| 30 sierpnia 1942 | Concordia Zagrzeb - Gradanski Zagrzeb 6:2 |
| 13 września 1942 | Građanski Zagrzeb - Concordia Zagrzeb 3:1 |